# Prêmio Casa de las Américas
Prêmio Casa de las Américas (Premio Literario Casa de las Américas) é um prêmio literário concedido pela Casa de las Américas de Cuba. Criado em 1959, é um dos prêmios literários mais antigos da América Latina.
O prêmio é concedido a trabalhos em espanhol, português, inglês e francês de escritores da América Latina e Caribe. Além das categorias principais de ficção, poesia e ensaios, há categorias para narrativa e literatura infantil.

## História
O prêmio foi fundado em 1959 como Concurso Literário Hispanoamericano (Concurso Literario Hispanoamericano), como uma contrapartida latino-americana ao Prêmio Booker britânico e ao Prêmio Pulitzer dos Estados Unidos.(p111) Foi renomeado como Concurso Literário Latino-Americano (Concurso Literario Latinoamericano) em 1964, e é apresentado com seu nome atual desde 1965.
Desde 1960, as principais categorias são romances, poesias, contos, drama e ensaios em espanhol.(p130)Em 1970, foi adicionada uma nova categoria para narrativas testemunhais e, em 1973, os prêmios nas categorias ensaio e depoimento foram expandidos para incluir obras em português de autores brasileiros. Uma categoria para literatura infantil foi adicionada em 1975, e obras de autores caribenhos em inglês e francês são elegíveis em todos os gêneros de ficção desde 1976 e 1978, respectivamente. Desde 1978, obras de autores brasileiros em português são elegíveis em todas as categorias.(p131) Em 2000, foram criados três prêmios honorários nas categorias narrativa, ensaio e poesia.(p111)
Devido à crescente diversidade de gêneros e categorias, os prêmios em algumas categorias agora são apresentados em anos alternados, e os prêmios nem sempre são apresentados em todas as categorias.(p132)